# Sant Esteve de Vilaür
Sant Esteve de Vilaür és una església del municipi de Vilaür (Alt Empordà) inclosa en l'Inventari del Patrimoni Arquitectònic de Catalunya. Està situada dins del nucli urbà de la població de Vilaür, al bell mig de l'antic recinte emmurallat de la vila, a l'actual plaça Major.

## Descripció

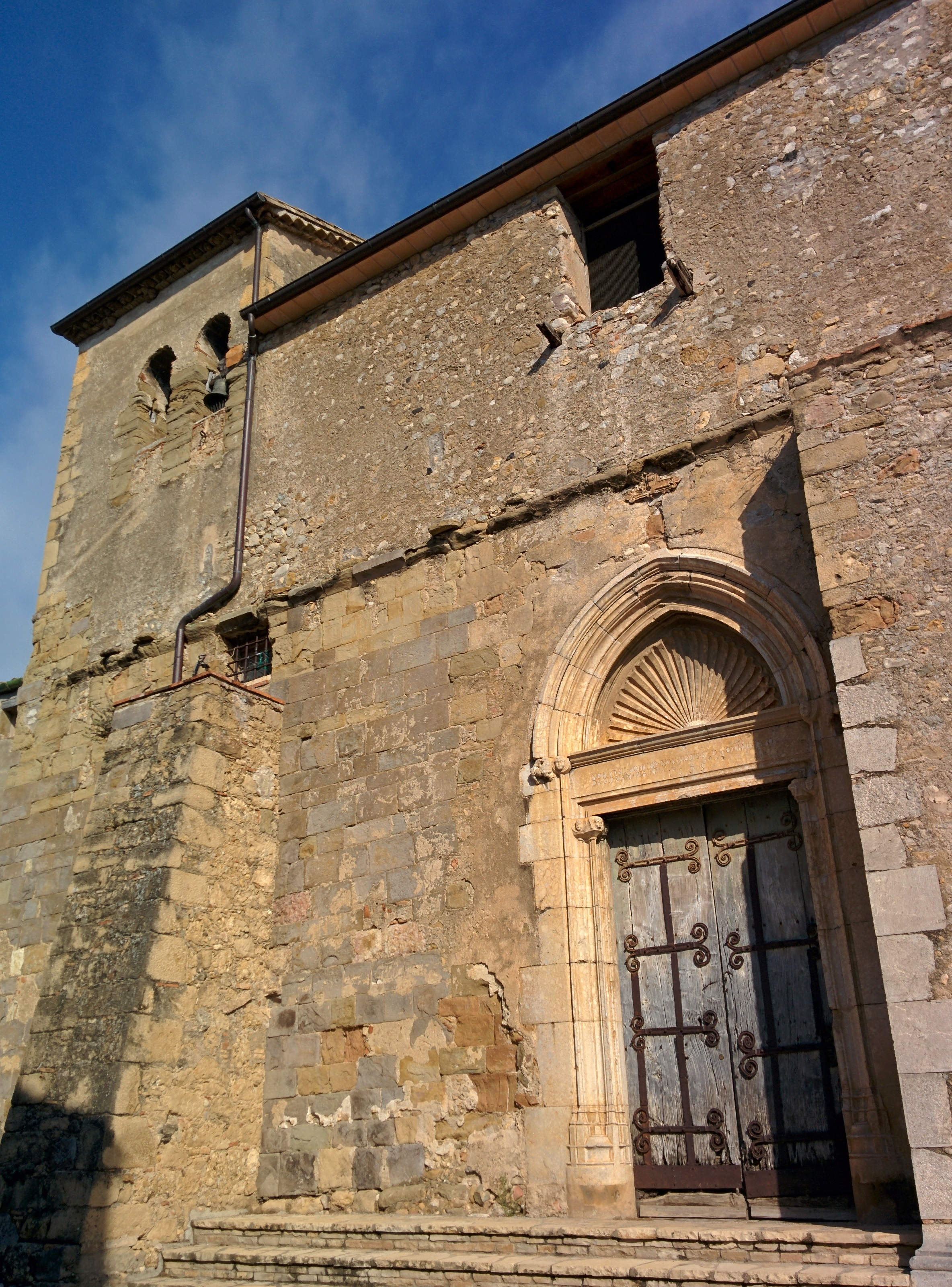

És un edifici d'una sola nau, amb absis semicircular capçat a llevant. La volta de la nau és apuntada, mentre que la de l'absis té una forma ametllada. Exteriorment, cal destacar la part superior dels murs de l'església, corresponent a les obres de fortificació del temple. Estan bastides damunt la cornisa del parament romànic original de la nau, de quart de cercle incurvat. Presenten diverses sageteres als sectors sud i est, i una tronera a la part superior de l'absis.
També hi ha un rellotge de sol posterior, amb la data del 1969. La façana principal, orientada al sud, té dos grans contraforts adossats. La porta d'accés és d'obertura rectangular, amb llinda plana inscrita i un timpà apuntat amb l'interior apetxinat. Presenta decoració esculpida als extrems de la llinda, inscrita amb la data 1595. L'absis té una finestra de doble esqueixada i arcs de mig punt. A la banda oest del temple hi ha el campanar. De planta rectangular, fou bastit modificant l'antiga espadanya, a manera de torricó. Presenta dues obertures d'arc de mig punt.
La construcció mostra aparells diversos, combinant la utilització del paredat posterior amb el parament de carreuada romànic. A l'absis hi ha un sòcol fet amb morter i pedruscall.

## Història
L'església parroquial de Sant Esteve és un edifici romànic del segle xii o xiii, amb reformes posteriors i fortificat segurament entre els segles xv i xvi. És citada ja l'any 1237 i entre els anys 1279 i 1280 és mencionada a les Rationes decimarum, on diu que participà econòmicament en el sosteniment de les Croades. Les primeres fonts documentals sobre indicis de les obres de fortificació ens remeten al 1299, quan el cavaller Dalmau de Creixell és amenaçat d'excomunió des de la Seu, si no les atura. No se sap quin va ser el desenllaç d'aquesta advertència, però la qüestió és que el maig de 1299 es mana al domer de Vilaür que intimi monitòria d'excomunió de Dalmau de Creixell, que encara està encastellant l'església.
Les obres de fortificació visibles que actualment es troben damunt del temple no pertanyen a aquest moment, donat que daten vers a la fi del segle xv. De la mateixa manera l'actual campanar pertany a una reforma, potser contemporània a la construcció de la fortificació superior.
Vora el segle xvi es va fixar una nova porta d'entrada, situant-la a migdia i deixant sense ús la porta original, tapiada posteriorment al segle xvi o XVII per la construcció d'una casa adossada a l'església. La llinda de la porta actual recull la data de 1595 com a moment d'inauguració d'aquesta.
Els anys 1987 i 1988 es va endegar un projecte de restauració de l'Església de Sant Esteve. Gràcies a la participació del Departament de Cultura de la Generalitat de Catalunya, juntament amb la Diputació de Girona i l'Ajuntament de Vilaür, es va portar a terme un seguit d'obres dividides en dos fases. La primera fase va ser dirigida per l'arquitecte Joan Falgueras i Font, i la segona fase per l'arquitecte Lluís Bayona i Prats i totes dues var ser portades a terme per l'empresa Construccions Germans Alabau S. L. Aquestes consistiren en la restauració de la façana de migdia, la restauració parcial de l'absis i la neteja i reparació de la teulada. Per acabar, es varen eliminar les edificacions adossades a aquesta.